# Fort Worth
Fort Worth je páté nejlidnatější město Texasu (po Houstonu, San Antoniu, Dallasu a Austinu) a šestnácté v USA. Samotné město má 958 tisíc obyvatel, celá metropolitní oblast pak 7,57 milionu. Rozkládá se na ploše 920 kilometrů čtverečních. Je sídlem správy okresu Tarrant County a římskokatolické diecéze. Leží 50 kilometrů od Dallasu, se kterým tvoří konurbaci Dallas-Fort Worth-Arlington. Bylo založeno v roce 1849, po mexicko-americké válce, jako pevnost pojmenovaná na počest generála Williama Wortha.

## Historie

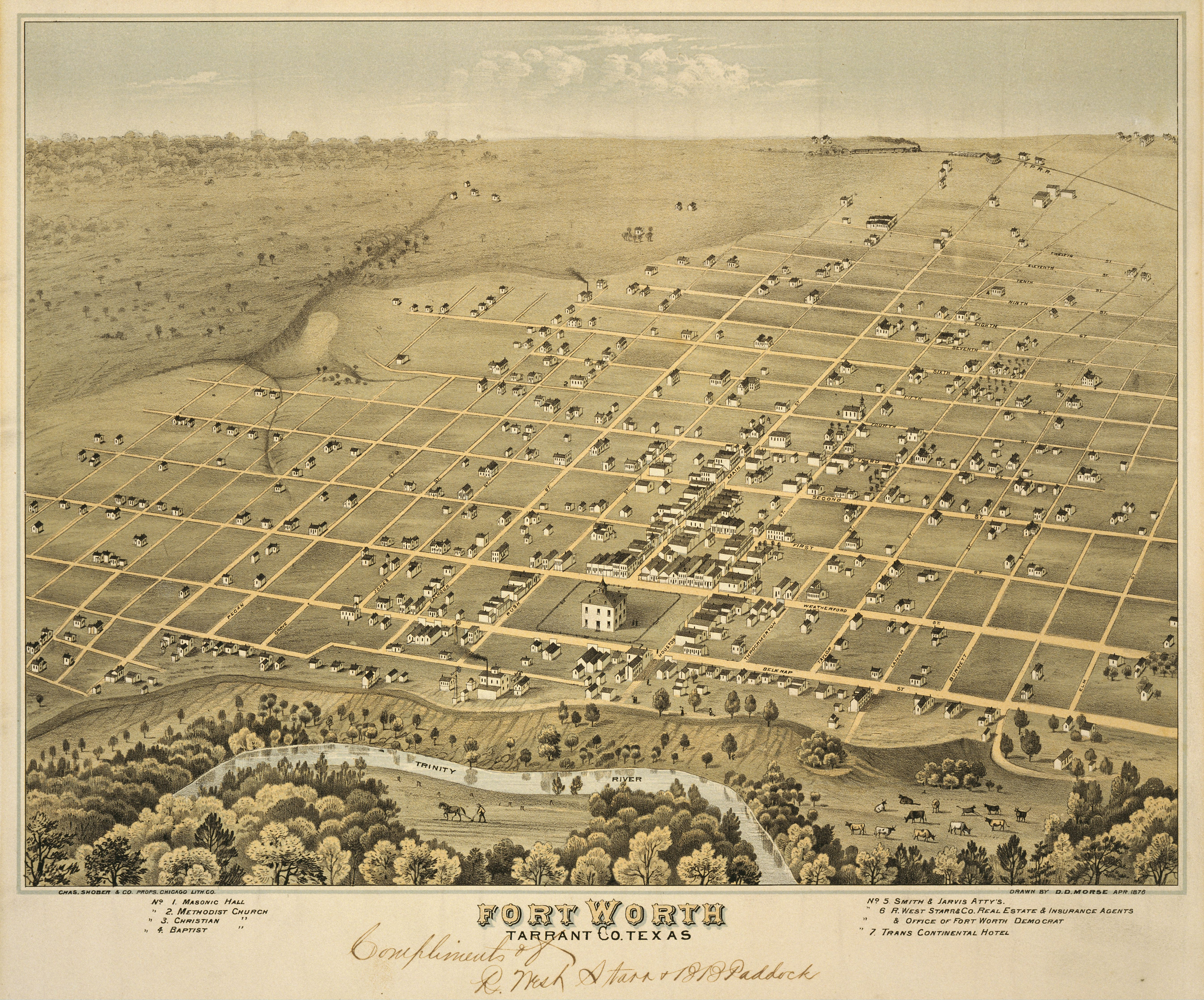
Plán Fort Worthu z roku 1876

Oblast byla osídlena Indiány. První domy amerických kolonistů byly postaveny při vojenské poštovní stanici. Sídlo v roce 1849, po mexicko-americké válce založil major Arnold Ripley, první pevnost byla pojmenována na počest válečného veterána, téhož roku zemřelého generála Williama Wortha. Hospodářský rozvoj zprvu určovaly farmy podél řeky Trinity River, především chov dobytka, obchod a zpracování masa. Pevnost pustošily opakované povodně, takže byla přeložena na sever. Roku 1854 byl otevřen první obchodní dům a roku 1856 byly evidovány mlýny. Jižní pacifická dráha odtud vedla tratí do Kalifornie. Roku 1874 získalo město okresní statut ve státě Texas. Po roce 1890 převládly průmyslové podniky potravinářské a zbrojní.

## Demografie
V roce 1870 bylo evidováno 500 obyvatel. Níže je tabulka uvádějící další vývoj městské populace.
| 1880 | 6663    |      | 1960    | 356 268 |
| 1890 | 23 076  | 1970 | 393 476 |         |
| 1900 | 26 688  | 1980 | 385 141 |         |
| 1910 | 73 312  | 1990 | 447 619 |         |
| 1920 | 106 482 | 2000 | 534 694 |         |
| 1930 | 163 447 | 2010 | 741 206 |         |
| 1940 | 177 662 | 2020 | 918 915 |         |
| 1950 | 278 778 |      |         |         |

### Rasové složení
- 61,1 % bílí Američané
- 18,9 % Afroameričané
- 0,6 % američtí indiáni
- 3,7 % asijští Američané
- 0,1 % pacifičtí ostrované
- 12,4 % jiná rasa
- 3,1 % dvě nebo více ras

Obyvatelé hispánského nebo latinskoamerického původu, bez ohledu na rasu, tvořili 34,1 % populace.

## Hospodářství a infrastruktura
Při založení města byl hlavní ekonomickou činností obchod a doprava dobytka, který se přepravoval po tzv. Chisholm Trail. Miliony kusů dobytka byly hnány po stezce z Texasu do Kansasu na trhy na sever a Fort Worth se stal centrem dobytčích karavan a později farmaření až do občanské války. Během občanské války byl obchod s dobytkem zastaven, což způsobilo pokles populace.
Nyní ve Fort Worth sídlí velké firmy:
- American Airlines – letecká společnost
- Bell Textron – výrobce vrtulníků
- Bureau of Engraving and Printing - jedna ze dvou amerických federálních tiskáren cenin

## Doprava

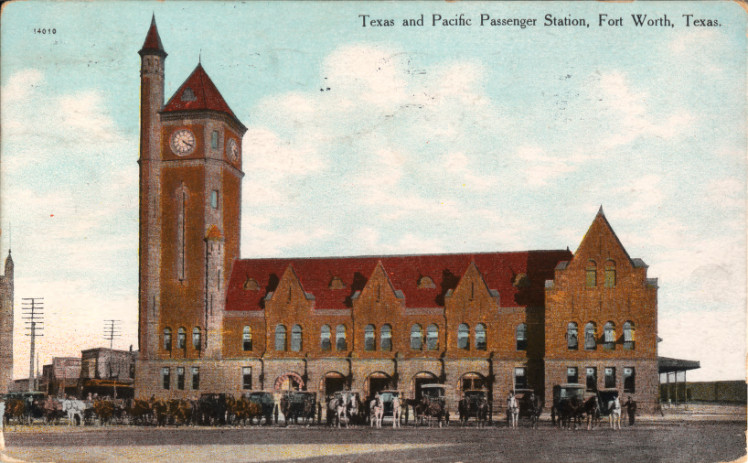
Nádraží jižní pacifické dráhy na pohlednici z roku 1909

- Jižní pacifická dráha vytvořila již v 90. letech 19. století hustou železniční síť. Ve městě měla velmi důležitý železniční uzel, spojující Kalifornii (San Francisco), Mexiko, New Orleans, Saint Louis i Chicago a Cincinnati. Nyní slouží železniční společnosti BNSF Railway, Trinity Railway Express a další dopravci.
- Trinity Metro navázalo na soukromou podzemní dráhu Leonard’s Subway, která jezdila v letech 1963-2002.
- Mezinárodní letiště Dallas/Fort Worth International Airport a vojenská letecká základna (Naval Air Station Joint Reserve Base Fort Worth).
- Silniční doprava: ve Fort Worthu se kříži tři dálnice.

## Památky a turistické cíle

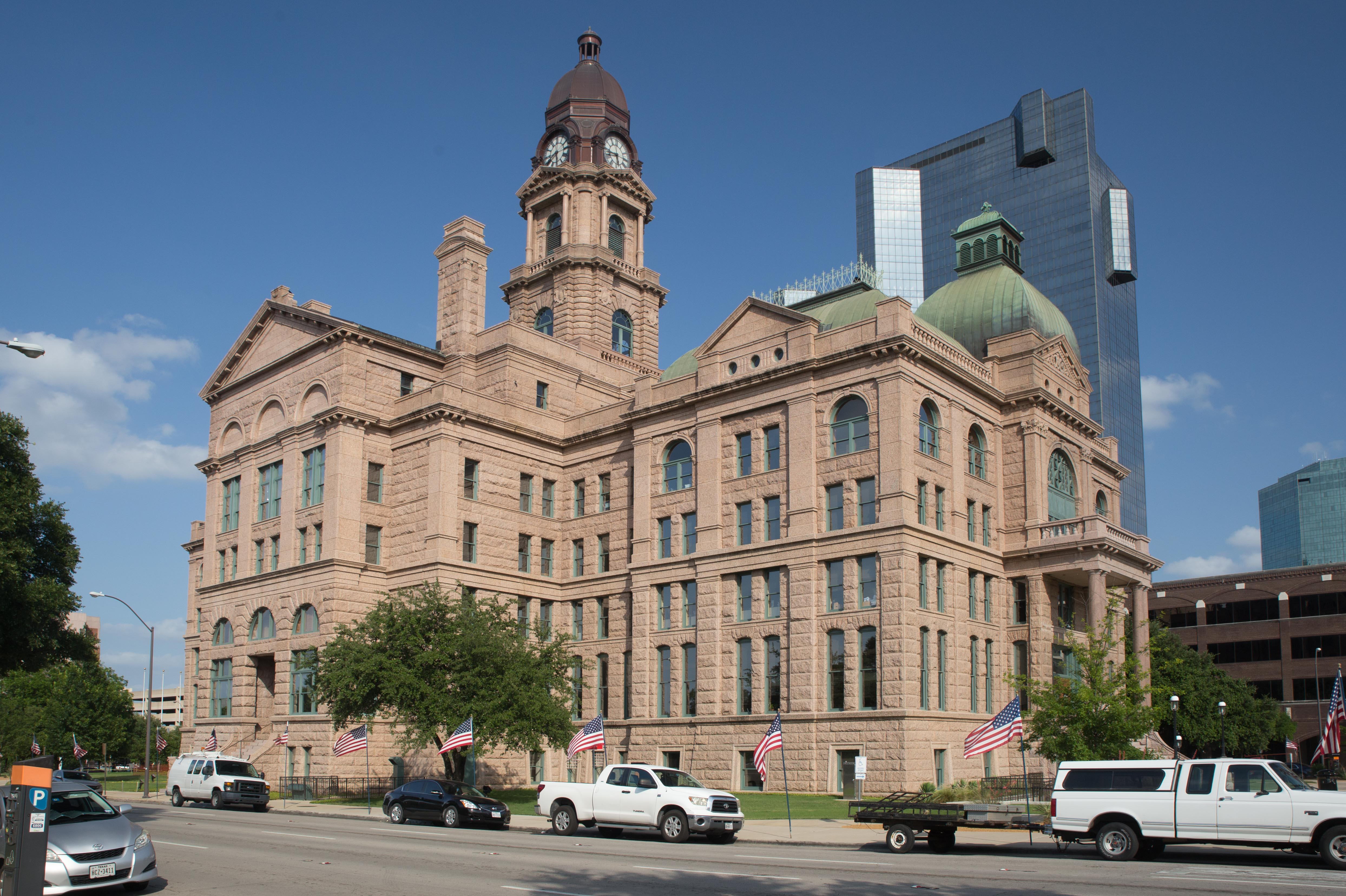
Soudní budova

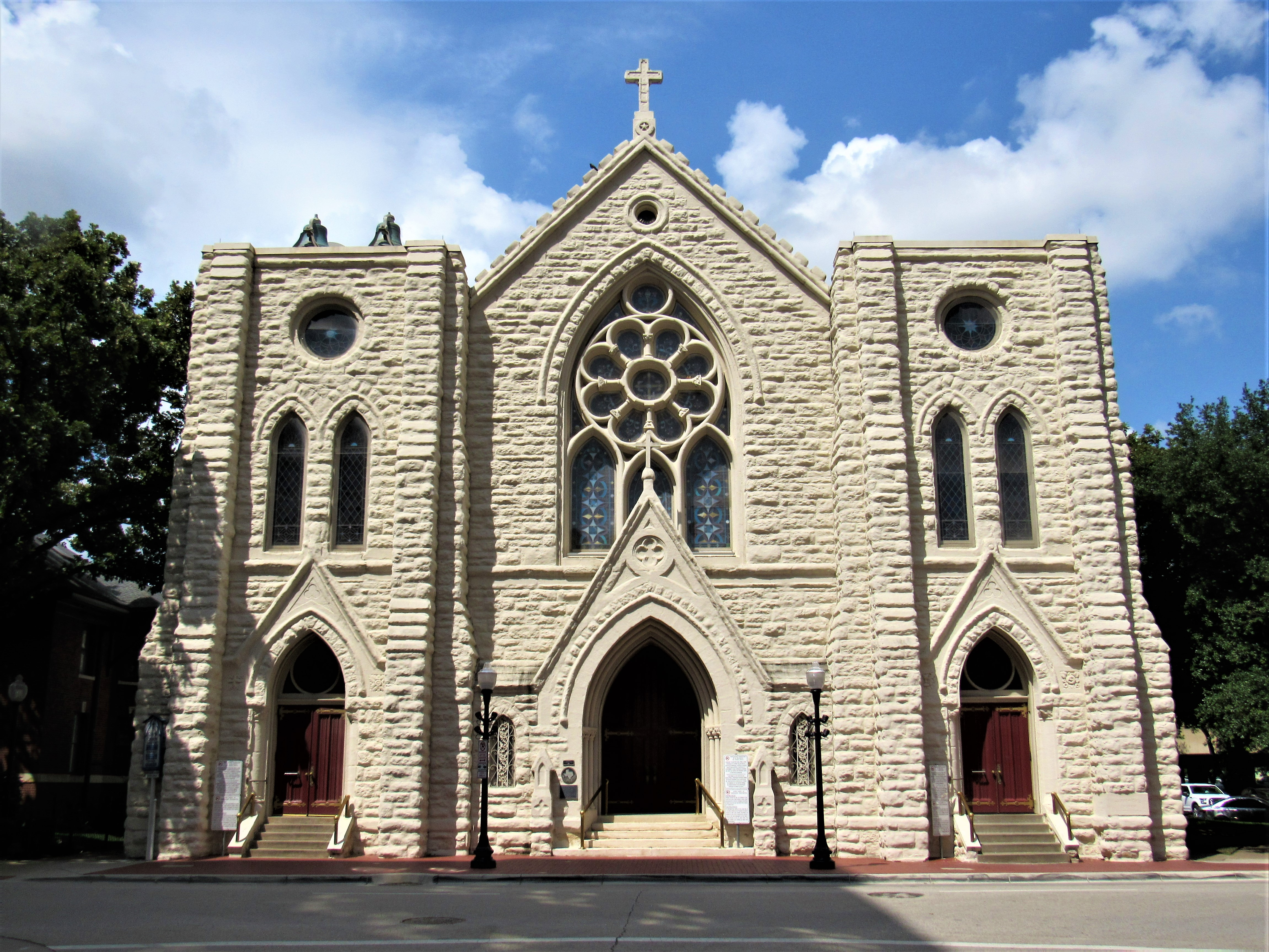
Katedrála sv. Patrika

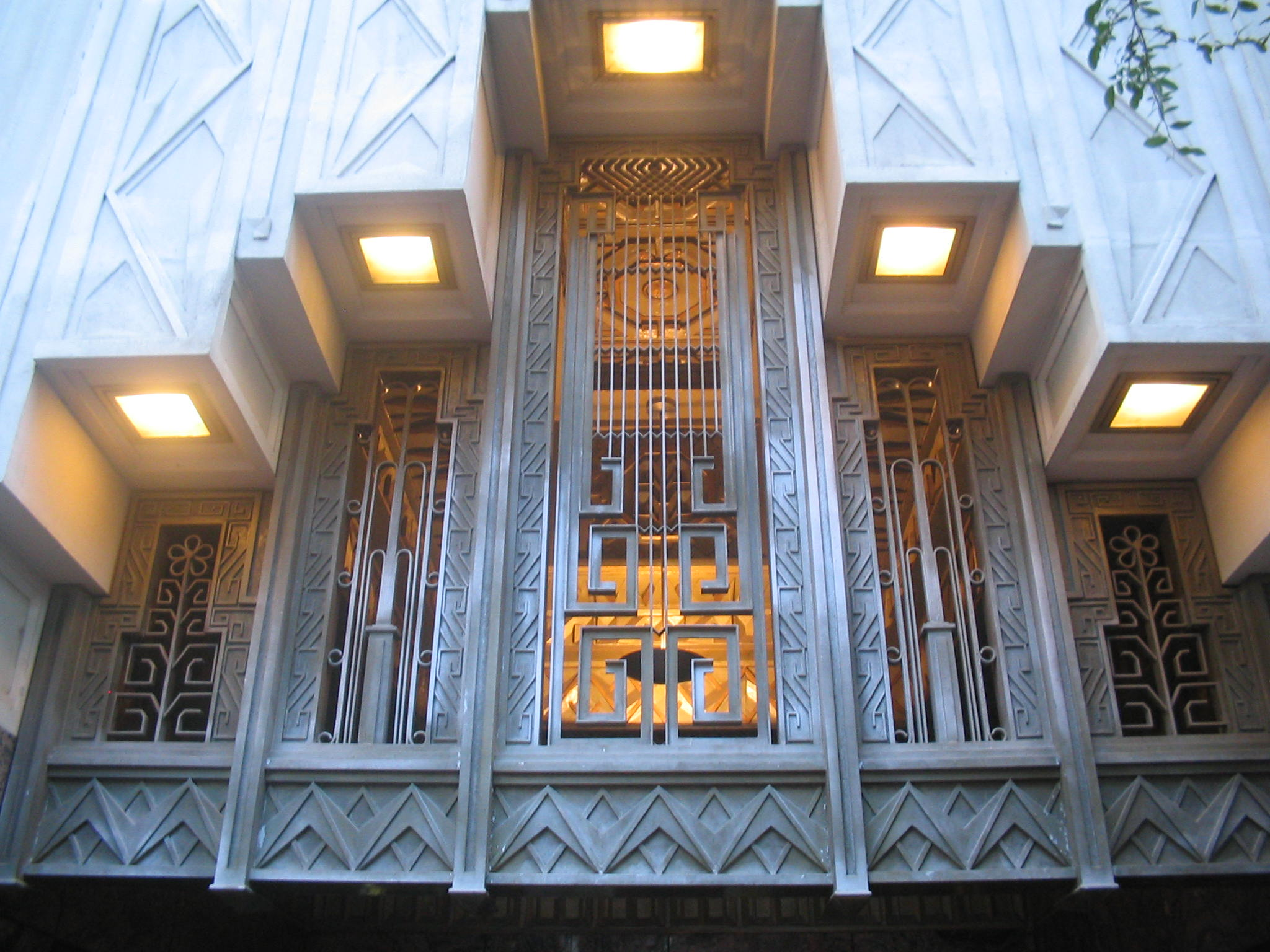
Sinclair building, vstupní portál

- historická čtvrť Stocky Yards se starou tržnicí masa, saloony, arénou pro rodeo a slavností honby dobytka
- Tarrant County Courthouse - novorenesanční budova okresního soudu, s hodinovou věží
- Katolická katedrála sv. Patrika - novogotická budova z let 1888-1892, nahradila nejstarší kostel sv. Stanislava, zbořený roku 1907; další chrámy slouží deseti různým církvím, nejpočetnější jsou metodisté.
- Sinclair Building - historická budova mrakodrapu Sinclairovy ropné společnosti z let 1930-1932, art deco výzdoba interiérů
- Henderson Street Bridge silniční most přes řeku Trinity River
- Bass Performance Hall - koncertní síň z roku 1996, tzv. komplementární architektura v retrostylu
- Kimbellovo muzeum umění z roku 1972 v budově projektované arch. Louisem Kahnem, má menší kolekci starého evropského umění (například renesanční Pokušení sv. Antonína připisované Michelangelovi, Falešné hráče karet od George de la Tour, portréty od El Greca a Velásqueze) a malbu evropské moderny 19. až raného 20. století.
- Muzeum amerického umění Amona Cartera ve funkcionalistické budově od architekta Philipa Johnsona z roku 1961 je specializované na americké umění Divokého západu.
- Muzeum moderního umění vystavuje díla umělců, vzniklá po roce 1945
- Zoologická a botanická zahrada

## Školství
Město je sídlem čtyř univerzit: Texas Christian University, Texas Wesleyan, University of North Texas Health Science Center a Texas A & M University School of Law.

## Sport
- Texas Motor Speedway – závodní automobilový okruh z roku 1996, dějiště každoroční Grand Prix Texasu
- Panther City Lacrosse Club – profesionální prvoligový oddíl boxu
- Dickies Arena – multifunkční stadion pro 14 tisíc diváků.[2] Od 31.10. do 7.11.2022 hostí finálový Turnaj mistryň WTA.

## Osobnosti spjaté s městem
- Ray McKinley (1910–1995), jazzový zpěvák a bubeník
- Tex Beneke (1914–2000) jazzový zpěvák
- Patricia Highsmithová (1921–1995), spisovatelka
- Robert Bruce Merrifield (1921–2006), biochemik, nositel Nobelovy ceny
- Jim Wright (1922–2015), politik Demokratické strany, 48. předseda Sněmovny reprezentantů,
- Thomas Haden Church, herec a režisér
- Bill Paxton (1955–2017), herec a režisér
- Taylor Hawkins (1972–2022), bubeník americké skupiny Foo Fighters
- Kelly Clarkson (* 1982), pop-rocková zpěvačka

## Partnerská města
- Reggio Emilia, Itálie (1985)
- Nagaoka, Japonsko (1987)
- Trevír, Německo (1987)
- Bandung, Indonésie (1990)
- Budapešť, Maďarsko (1990)
- Toluca, Mexiko (1998)
- Mbabane, Svazijsko (2004)
- Kuej-jang, Čína (2010)
- Nimes, Francie (2019)